# Rasim Aliyev (arquitecto)
Rasim Aliyev, en azerí: Rasim Əliyev (Gəncə, 16 de julio de 1934-14 de noviembre de 2021) fue un arquitecto de Azerbaiyán, Arquitecto de Honor de la RSS de Azerbaiyán (1979).

## Biografía
Nació el 16 de julio de 1934 en Gəncə. En 1958, se graduó de la Universidad Técnica de Azerbaiyán. Desde 1965 hasta 1988, fue arquitecto principal de Bakú. Entre 1980 y 1988 trabajó como secretario de la Unión de Arquitectos de Azerbaiyán. En 1992, fue elegido como miembro de pleno derecho de la Academia Internacional de Arquitectura Oriental. Rasim es el autor del Mausoleo de Husein Yavid en Najicheván, Aeropuerto Internacional Heydar Aliyev, Aeropuerto Internacional de Najicheván, edificio de la Embajada de Azerbaiyán en Turquía. 
En 2014, se celebró el 80.° aniversario de Rasim Aliyev en el Centro Internacional de Mugam de Azerbaiyán.

## Premios y títulos
- Arquitecto de Honor de la RSS de Azerbaiyán (1979)
- Orden de la Bandera Roja del Trabajo
- Orden Shohrat (2000)
- Orden Sharaf (2009)
- Orden Istiglal (2014)[3]